# 2666 (roman)
Pour les articles homonymes, voir 2666 (homonymie).
2666 est un roman inachevé de Roberto Bolaño publié à titre posthume en 2004 pour l'édition originale et en 2008 pour la traduction française.

## Écriture et publication
Malade et en attente d'une greffe du foie, se sachant en danger de mort, Roberto Bolaño consacre les dernières années de sa vie à écrire 2666. Le roman est un projet imposant qui dépasse en volume Les Détectives sauvages, l'autre roman-fleuve de l'auteur. Bolaño demanda que 2666 soit publié en cinq volumes correspondant aux cinq parties du roman à un rythme de un par an afin d'assurer un revenu à ses enfants après sa disparition. Pourtant, les volontés de Bolaño ne sont respectées ni par Ignacio Echevarría (que l'auteur avait chargé de s'occuper de ses affaires littéraires) ni par son éditeur Jorge Herralde, avec l'accord de ses héritiers. Le roman est donc publié en un seul volume de plus de mille pages à Barcelone en 2004.
D'après la Baker & Taylor Author Biographie, l’énigmatique romancier B. Traven est le modèle du personnage Arcimboldo.

## Titre
Le nombre 2666 apparaît déjà dans Amuleto, un précédent roman de Bolaño publié en 1999 : pero no a un cementerio de 1974, ni a un cementerio de 1968, ni a un cementerio de 1975, sino a un cementerio de 2666 [mais pas un cimetière de 1974, ni un cimetière de 1968, ni même un cimetière de 1975, mais un cimetière de l'année 2666]. Il s'agirait donc d'une date bien qu'à aucun moment elle ne soit nommée. Pour Emmanuel Bouju, 2666 n'est pas « seulement le chiffrage du Mal (666) [associé] au nouveau millénaire (2666) » mais peut-être aussi une vision métaphorique du Mexique contemporain. 2666 pourrait aussi faire également référence à l'autobiographique Grand incendie de Londres de Jacques Roubaud dont l'action se déroule en 1666.

## Résumé
Le roman est découpé en cinq parties de longueurs inégales. Ces parties peuvent s'appréhender comme des histoires autonomes. Pourtant, deux éléments font office de fils conducteurs tout au long du roman : le mystérieux écrivain allemand Benno von Archimboldi et la ville mexicaine de Santa Teresa, ravagée par les féminicides, pour laquelle Roberto Bolaño s'inspire des meurtres de femmes de Ciudad Juárez.

### La partie des critiques
Quatre critiques, le Français Pelletier, l'Italien Morini, l'Espagnol Espinoza et l'Anglaise Norton se lient d'amitié en raison de leur passion commune pour l'œuvre de l'écrivain allemand Benno von Archimboldi, un auteur à la vie secrète. Ensemble, ils décident de partir sur ses traces au Mexique, à Santa Teresa dans le désert du Sonora.

### La partie d'Amalfitano
Óscar Amalfitano est un professeur de philosophie qui prend son poste à l'université de Santa Teresa avec sa fille Rosa après avoir enseigné à Barcelone. Il occupe ses journées à méditer sur la géométrie et bascule dans une folie douce. Sa fille se met à fréquenter un malfaiteur local, Chucho Flores.

### La partie de Fate
Quincy Williams, alias Fate, est un journaliste afro-américain qui est chargé de couvrir un combat de boxe à Santa Teresa lorsqu'il entend parler des assassinats de femmes qui touchent la ville. Il décide de s'y intéresser en compagnie d'une journaliste mexicaine malgré le désaccord de son rédacteur en chef.

### La partie des crimes
Cette partie résume les années pendant lesquelles la ville de Santa Teresa fut secouée par des assassinats de femmes. Les meurtres sont décrits, ainsi que les investigations d'un policier nommé Juan de Dios Martinez.

### La partie d'Archimboldi
Cette dernière partie raconte l'enfance et la carrière militaire de Hans Reiter sur le front de l'Est durant la Seconde Guerre mondiale, ainsi que sa vocation littéraire. Il prend le nom de plume d'Archimboldi, en référence au peintre italien Arcimboldo.

## Réception critique et prix
Lors de sa sortie en 2004, le roman remporte le prix de la ville de Barcelone, le prix Salambó et en 2005, le prix Altazor au Chili.
Le roman remporte le National Book Critics Circle Award en 2008 dans sa version traduite en anglais. Le New York Times le place dans la liste des dix meilleurs livres de l'année 2008. 
Le roman est également bien accueilli par la critique française. Il arrive en tête du classement Télérama des meilleurs livres du XXIe siècle en avril 2025.

« L'écrivain allemand et la ville mexicaine sont les deux sujets d'investigation apparents du roman. Lequel, cependant, n'en finit pas de digresser et proliférer de fascinante façon, s'autorisant tous les développements et les changements de points de vue, les embardées encyclopédiques et poétiques, les fausses pistes et les impasses, les jeux de miroirs et d'échos. Semblant épouser souvent les codes du roman noir pour mieux glisser par instants vers les marges du fantastique ou du symbolisme. »

— Nathalie Crom, Télérama, 8 mars 2008.

« Assemblage de genres et d’influences a priori incompatibles, de mondes aux histoires et aux géographies radicalement différentes, 2666 est bien le roman total, sans début ni fin, le lieu de tous les vertiges et de tous les paradoxes, où des moments de pur génie se fondent avec des longueurs parfois éprouvantes, où le passé rejoint le présent, l’espoir le désespoir, et où le vrai et le faux s’embrassent jusqu’à fusionner. »

— Le Magazine littéraire, 12 mars 2008.

« 2666 explore les rapports entre littérature et expérience, plusieurs manifestations de l'expérience : la solitude, l'amitié, l'amour, et, la plus étrange et la plus radicale de toutes, le mal. Il l'explore avec ironie, sans théorie ni résolution, par la grâce exclusive du récit. Bolaño semble avoir conté absolument tout ce que les phrases lui dictaient. Chaque récit est une aventure : une fresque infâme, délicate, grotesque, redondante, absurde, que découvrirait à la torche un enfant sur les parois d'une caverne dont il ne sortira plus. »

— Philippe Lançon, Libération 20 mars 2008.

## Éditions
- Christian Bourgois éditeur, traduction de Robert Amutio, 1024 p., 2008  (ISBN 978-2-26701966-7)
- Folio no 5205, traduction de Robert Amutio, 1376 p., 2011  (ISBN 978-2-07043713-9)
- Éditions de l'Olivier, tome VI des Oeuvres complètes, 2022, 1163 p., 2022  (ISBN 9782823613162)

## Adaptations

### Au théâtre
2666 est adapté une première fois au théâtre en 2007 par le metteur en scène espagnol Àlex Rigola (es) et Pablo Ley. L'adaptation a remporté le prix Max du meilleur spectacle de théâtre. Le spectacle de cinq heures a été présenté pour la première fois en France en février 2010 à la MC93 Bobigny dans une version originale surtitrée.
Une adaptation durant cinq heures a été donnée au Goodman Theatre de Chicago pendant la saison 2015-2016, réalisée par Robert Falls (en) et Seth Bockley.
En 2016, Julien Gosselin et son collectif Si vous pouviez lécher mon cœur adaptent à leur tour le roman. Le spectacle de douze heures est créé au théâtre Phénix à Valenciennes le 18 juin. Il est repris durant la 70e édition du Festival d'Avignon, puis en tournée en France.